# Samarkand Challenger 1999
Il Samarkand Challenger 1999 è stato un torneo di tennis facente parte della categoria ATP Challenger Series nell'ambito dell'ATP Challenger Series 1999. Il torneo si è giocato a Samarcanda in Uzbekistan dal 25 al 31 ottobre 1999 su campi in terra.

## Vincitori

### Singolare
Oleg Ogorodov ha battuto in finale  Emilio Benfele Álvarez con il punteggio di 1–6, 7–6, 7–6

### Doppio
Noam Behr /  Andrej Stoljarov hanno battuto in finale  Emilio Benfele Álvarez /  Kris Goossens con il punteggio di 6–7, 6–3, 6–1